# KREEP
KREEP é uma sigla utilizada para designar um tipo de solo lunar. Cada letra faz referência à composição química. Assim, K designa o potássio, e o P corresponde ao fósforo. REE advém do inglês Rare-Earth Elements.
Actualmente acredita-se que os KREEPs representam os últimos restos da cristalização do oceano de magma que existia no começo da história geológica lunar. Grandes impactos escavaram a crosta lunar, expulsando o material inferior, misturando-o com outros escombros, formando brechas KREEP.